# Pyxis (vase)
 For alternative betydninger, se Pyxis (liturgi).
Pyxis (pl. pyxides) eller pyx er en antik græsk vasetype. Den vanligste form er en rund boks med aftageligt låg. Formen går tilbage til protogeometrisk tid i Athen, men er inspireret af ældre former. Der var to former, fladbundet og rundbundet. Den runde form forsvandt i det 9. århundrede f.Kr., mens den flade overlevede. Fra det 6. århundrede havde attiske pyxides ofte konkave vægge. 
Pyxides blev oftest brugt af kvinder til kosmetik, og en stor del af de fundne viser bryllupsscener, enten mytologiske eller generiske.
- Wikimedia Commons har flere filer relateret til Pyxis (vase)